# Max Reiner (Journalist)
Max Reiner (geboren 23. März 1883 in Czernowitz, Österreich-Ungarn; gestorben 26. Januar 1944 in Jerusalem, Völkerbundsmandat für Palästina) war ein österreichisch-deutscher Journalist. 

## Leben
Max Reiner wuchs in Czernowitz auf und wurde 1903 Redakteur beim Bukowinaer Journal, zog aber mit Unterstützung des Politikers Nikolaus von Wassilko im selben Jahr nach Wien und begann dort als Parlamentskorrespondent für die Zeitung Die Zeit zu schreiben. 1906 ging er nach Berlin, wo er für den Ullstein-Zeitungsverlag arbeitete und zunächst unter den Fittichen von Felix Salten als Gesellschaftsredakteur für die B.Z. am Mittag und die Berliner Morgenpost schrieb. Seit 1912 war er verheiratet mit Erna Wolfers aus Minden. Im Ersten Weltkrieg wurde Reiner Soldat in Österreich-Ungarn und an der Ostfront in der Bukowina und in Galizien eingesetzt. 
Nach Kriegsende kehrte Reiner nach Berlin zurück und stieg zum politischen Redakteur bei der Vossischen Zeitung auf. Er war mit Gustav Stresemann befreundet, der als Reichskanzler ihm 1923 das Amt des Reichspressechefs vorschlug. Reiner lehnte dieses ab, um seine Unabhängigkeit zu wahren, teils auch aus finanziellen Gründen. Auch Reichskanzler Hermann Müller konnte ihn 1928 nicht als Regierungssprecher gewinnen.
Reiner wurde nach der Machtübergabe an die Nationalsozialisten 1933 seines Postens enthoben und in den unfreiwilligen Ruhestand geschickt. Nach den Novemberpogromen 1938 gelang ihm, seiner Frau und seiner Pflegetochter die Flucht nach Palästina. Er erhielt dort 1941 die britische Staatsangehörigkeit.

## Schriften (Auswahl)
- Mein Leben in Deutschland vor und nach dem Jahre 1933. Manuskript. 1940. Archiviert im Leo Baeck Institute
  - Max Reiner aus Berlin berichtet, wie er seiner Verhaftung am 10. November 1938 entgangen ist, Auszug,  in: Die Verfolgung und Ermordung der europäischen Juden durch das nationalsozialistische Deutschland 1933–1945 (VEJ), Band 2, 2009, S. 373–375
  - Max Reiner, Auszug, in: Monika Richarz (Hrsg.): Jüdisches Leben in Deutschland.  Band 2: Selbstzeugnisse zur Sozialgeschichte im Kaiserreich. Stuttgart : DVA, 1979, S. 96–105
  - Max Reiner, Auszug, in: Monika Richarz (Hrsg.): Jüdisches Leben in Deutschland.  Band 3: Selbstzeugnisse zur Sozialgeschichte 1918–1945. Stuttgart : DVA, 1979, S. 109–119